# Літні Олімпійські ігри 2020
Літні Олімпійські ігри 2020 (яп. 2020年夏季オリンピック, англ. 2020 Summer Olympics, фр. Jeux Olympiques d'été de 2020, офіційна назва Ігри XXXII Олімпіади) — тридцять другі літні Олімпійські ігри, які проходили у Токіо (Японія). Місце проведення Ігор було визначено на 125-й сесії МОКу у Буенос-Айресі 7 вересня 2013 року. Україну представляє щонайменше 157 спортсменів у 25 видах спорту, що представляють 20 міжнародних спортивних федерацій.

## Вибір місця проведення

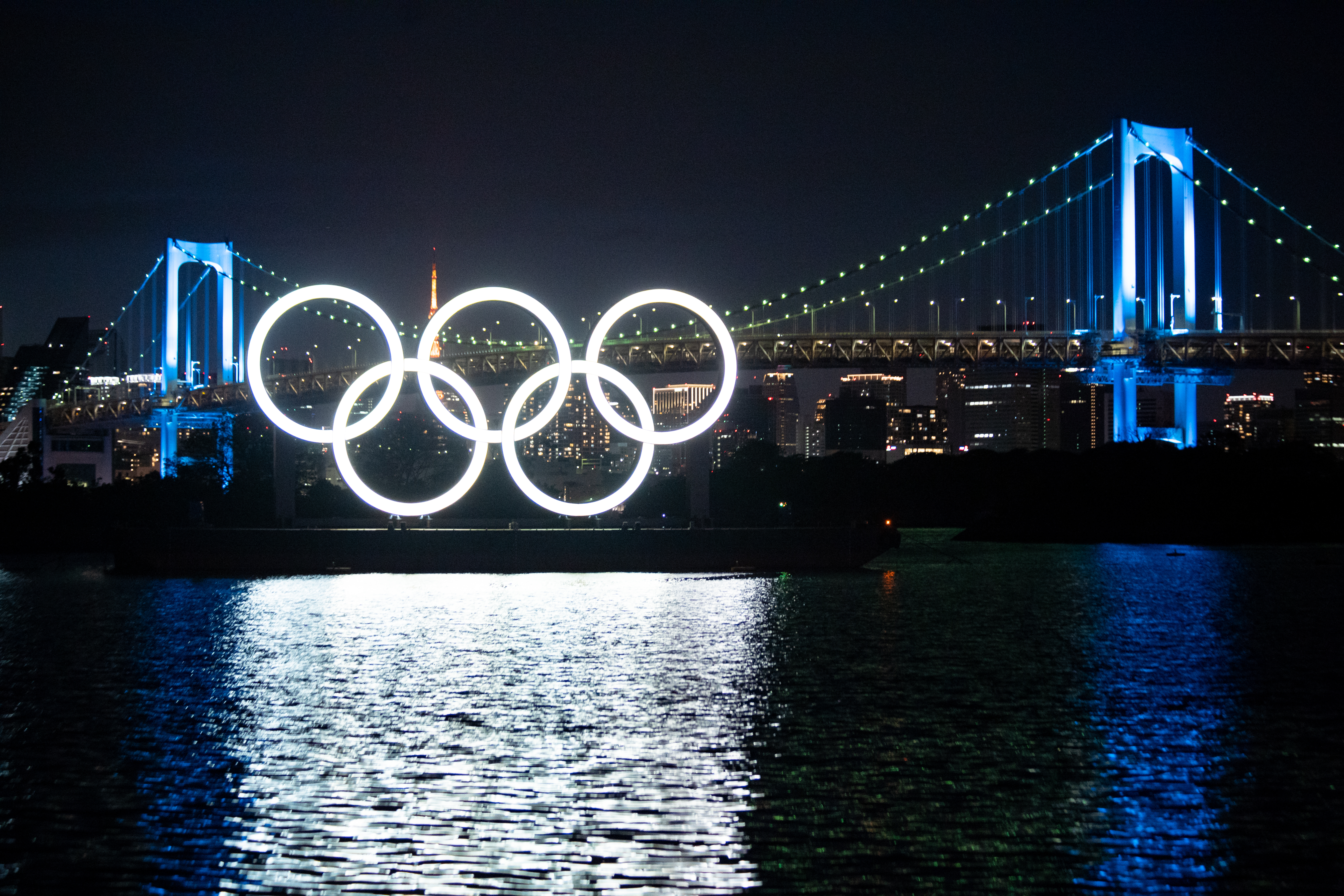
Олімпійські кільця над Токійською затокою.

Місце проведення було вибране 7 вересня 2013 року на 125-й сесії МОК шляхом таємного голосування членів організації. У першому турі Токіо посіло перше місце, а Стамбул і Мадрид отримали однакову кількість голосів, у зв'язку з чим було проведене переголосування, після якого до другого туру разом із Токіо вийшов Стамбул. У другому турі Токіо здобуло більше голосів, ніж Стамбул, і здобуло право проведення літніх Олімпійських ігор 2020.
- Іспанія, Мадрид (1 червня 2011)
- Туреччина, Стамбул (7 липня 2011)
- Японія, Токіо (16 липня 2011)

На проведення Ігор претендували Токіо, Стамбул та Мадрид.

## Новації

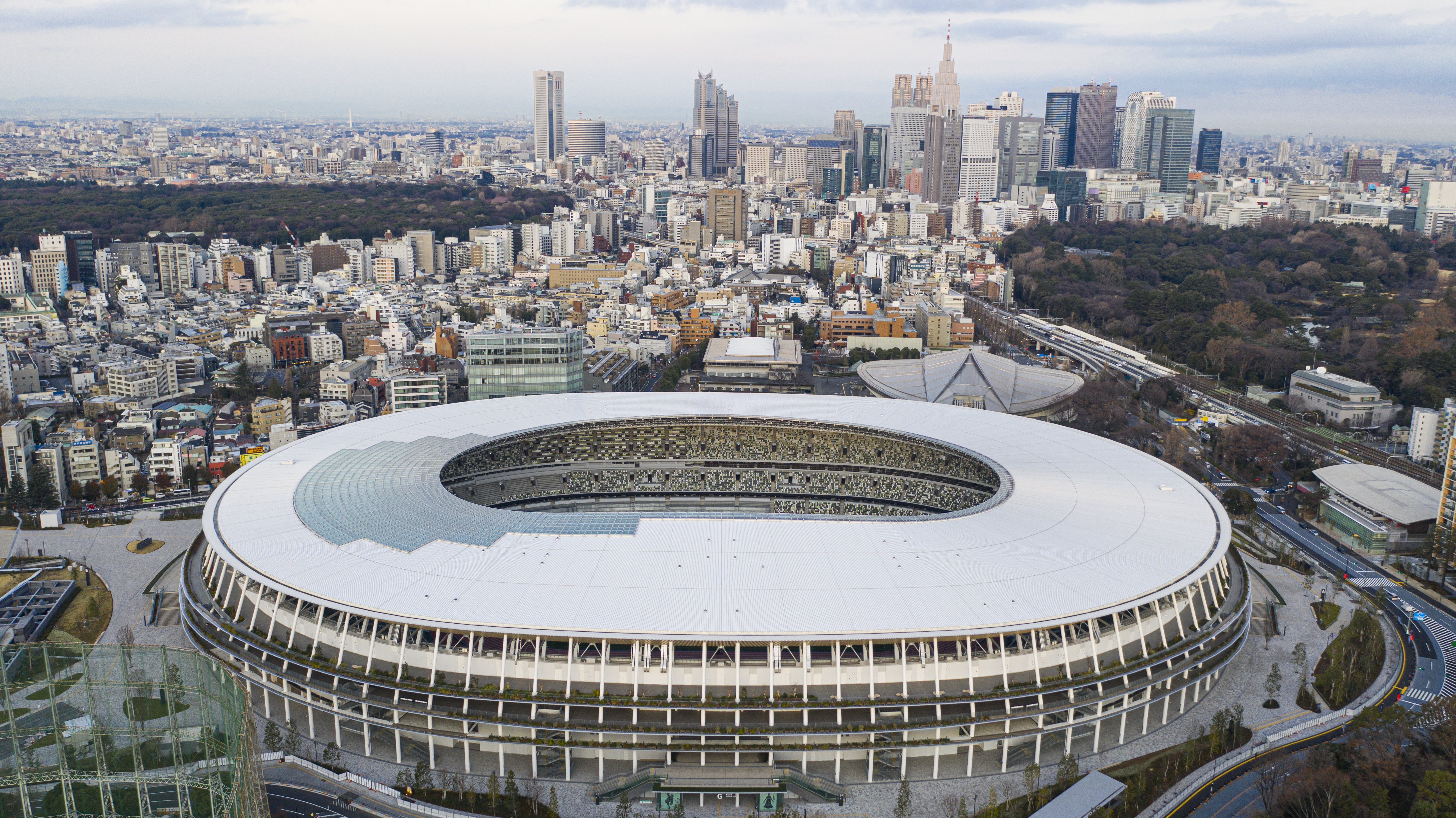
Новий національний стадіон в Токіо. Там відбулася церемонія відкриття та змагання атлетів.

9 червня 2017 року МОК додав у програму Літніх олімпійських ігор 2020 року 15 нових дисциплін.

## Ситуація з пандемією COVID-19

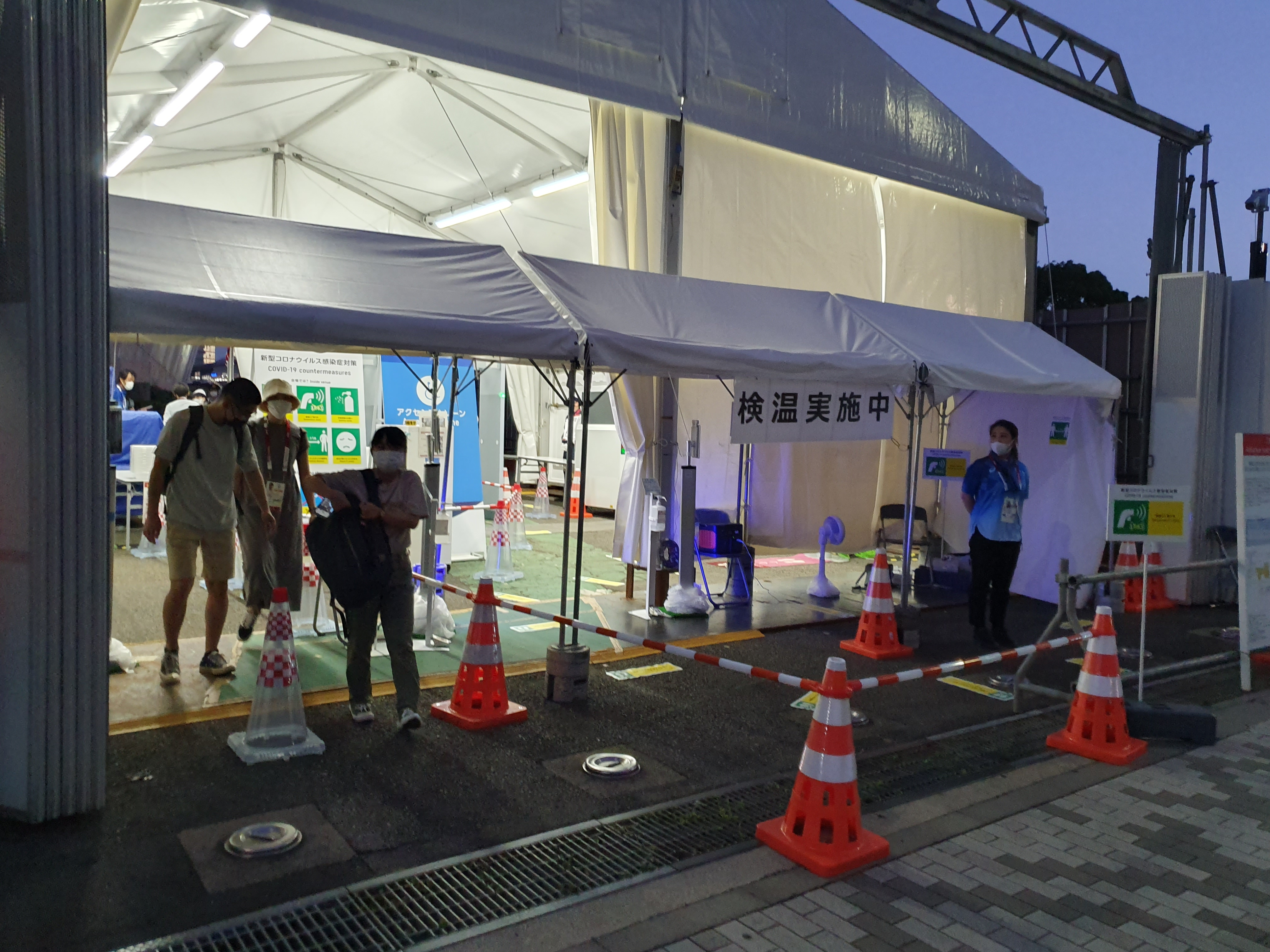
Вимірювання температури (заходи проти COVID-19) на змаганнях із теннісу

У лютому 2020-го, під час спалаху коронавірусу, ВООЗ заявляла, що немає причин для перенесення термінів олімпіади. У березні оргкомітет розглядав проведення олімпіади без глядачів, залишивши лише телевізійну трансляцію.
24 березня 2020 року Міжнародний Олімпійський Комітет (МОК), після наради Прем'єра Японії Сіндзо Абе та голови МОК Томаса Баха, ухвалив рішення про перенесення Олімпійських ігор з 2020 на 2021 рік через пандемію коронавірусу. Незважаючи на зміну дати проведення, XXXII Олімпійським іграм залишили назву «Токіо-2020». Через пандемію COVID-19, в Токіо було запроваджено посилені заходи безпеки: спортсменам рекомендують не ходити до ресторанів та не вживати алкоголю. За 10 днів до початку Ігор в Японії було запроваджено режим надзвичайної ситуації, що має тривати до кінця серпня 2021.
Станом на 22 липня 2021, серед спортсменів було зафіксовано 12 випадків захворювання. Загалом у 87 осіб, що беруть участь у організації або проведенні Олімпіади, було виявлено коронавірус.

## Змагання

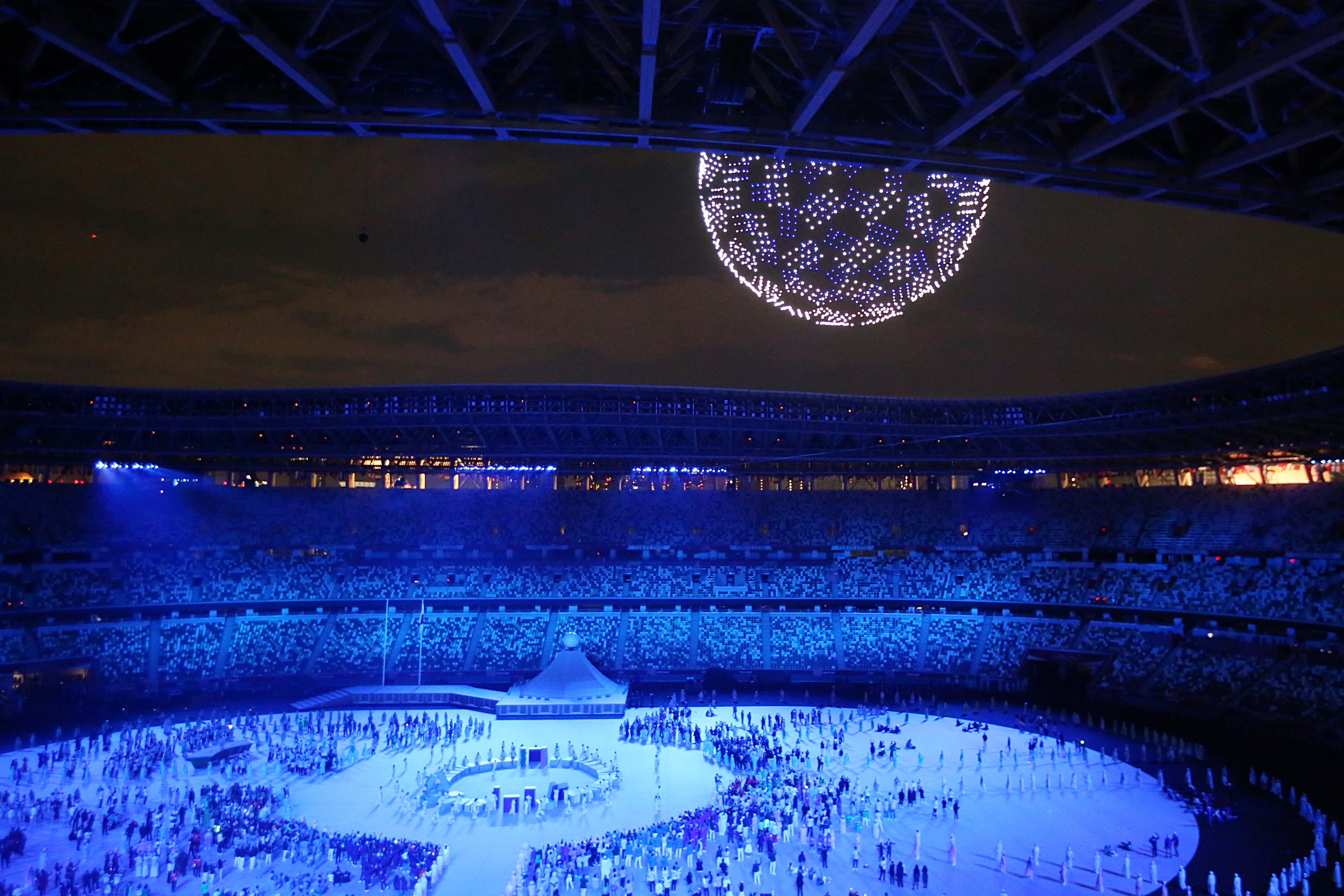
Сцена на відкритті Олімпіади, дрони літали в небі і створили офіційне лого ігор

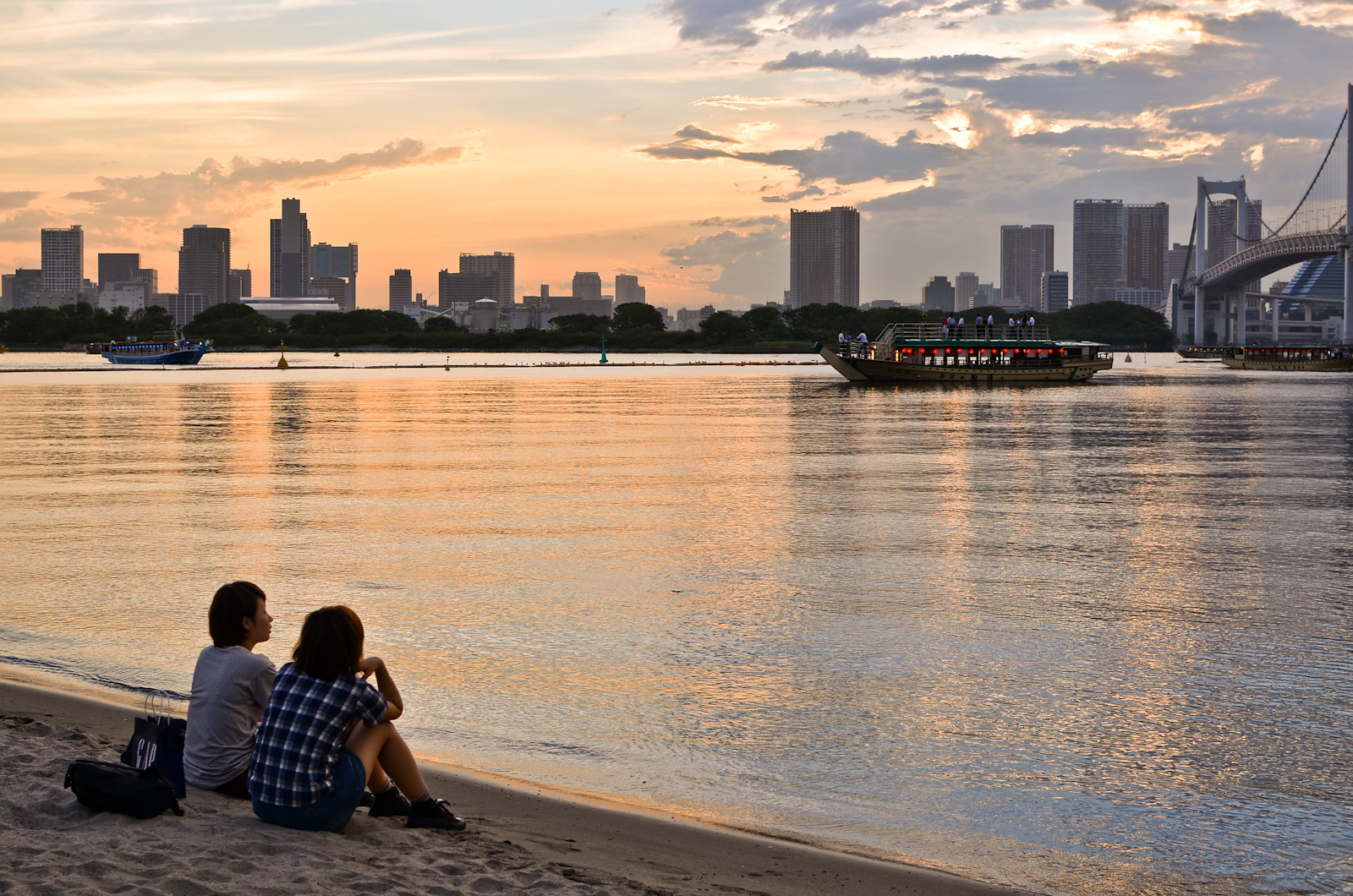
Морський парк Одайба — місце проведення змагань із тріатлону, плавання на відкритій воді і сучасному п'ятибор'ї

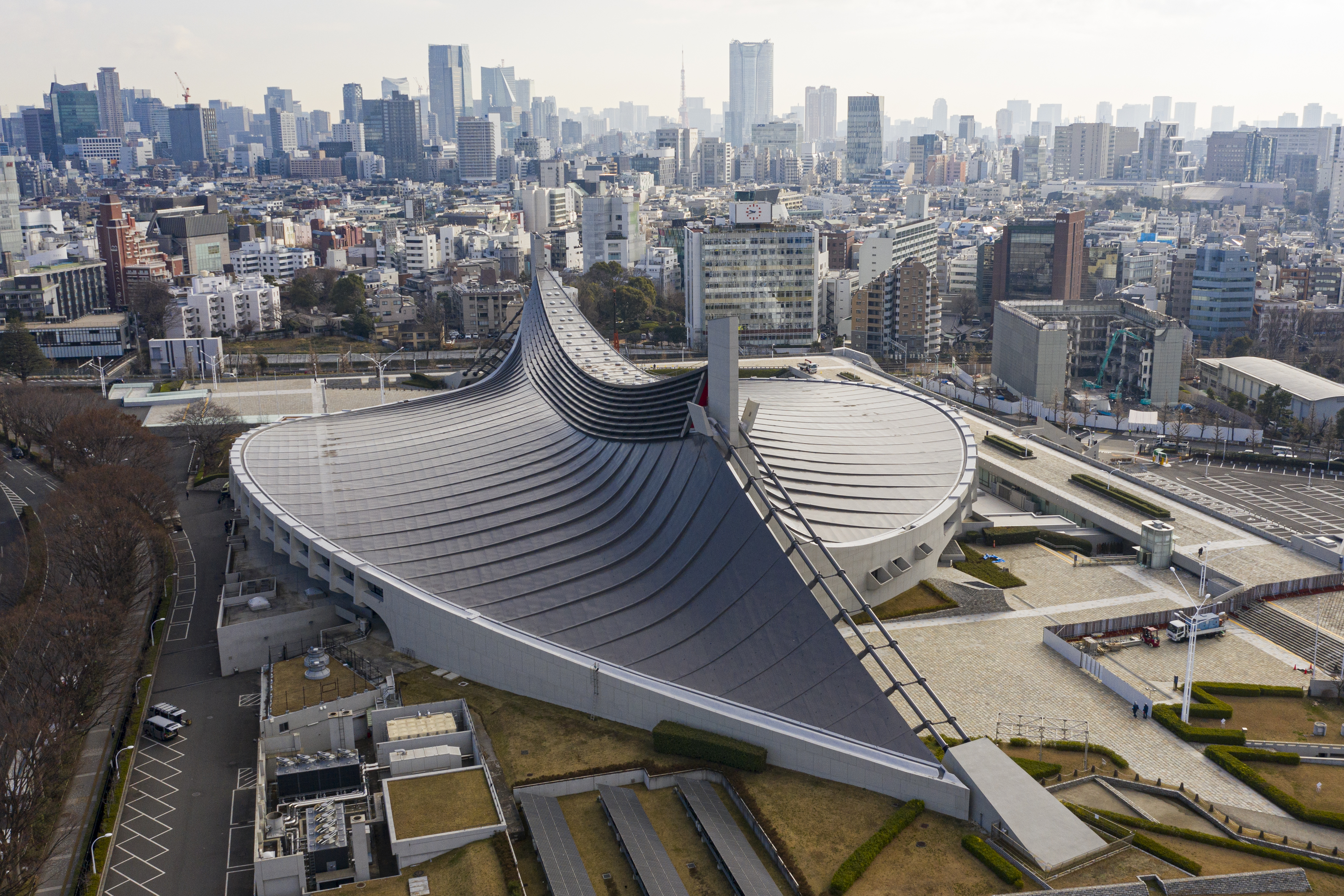
Національний стадіон Йойогі — місце проведення змагань із гандболу

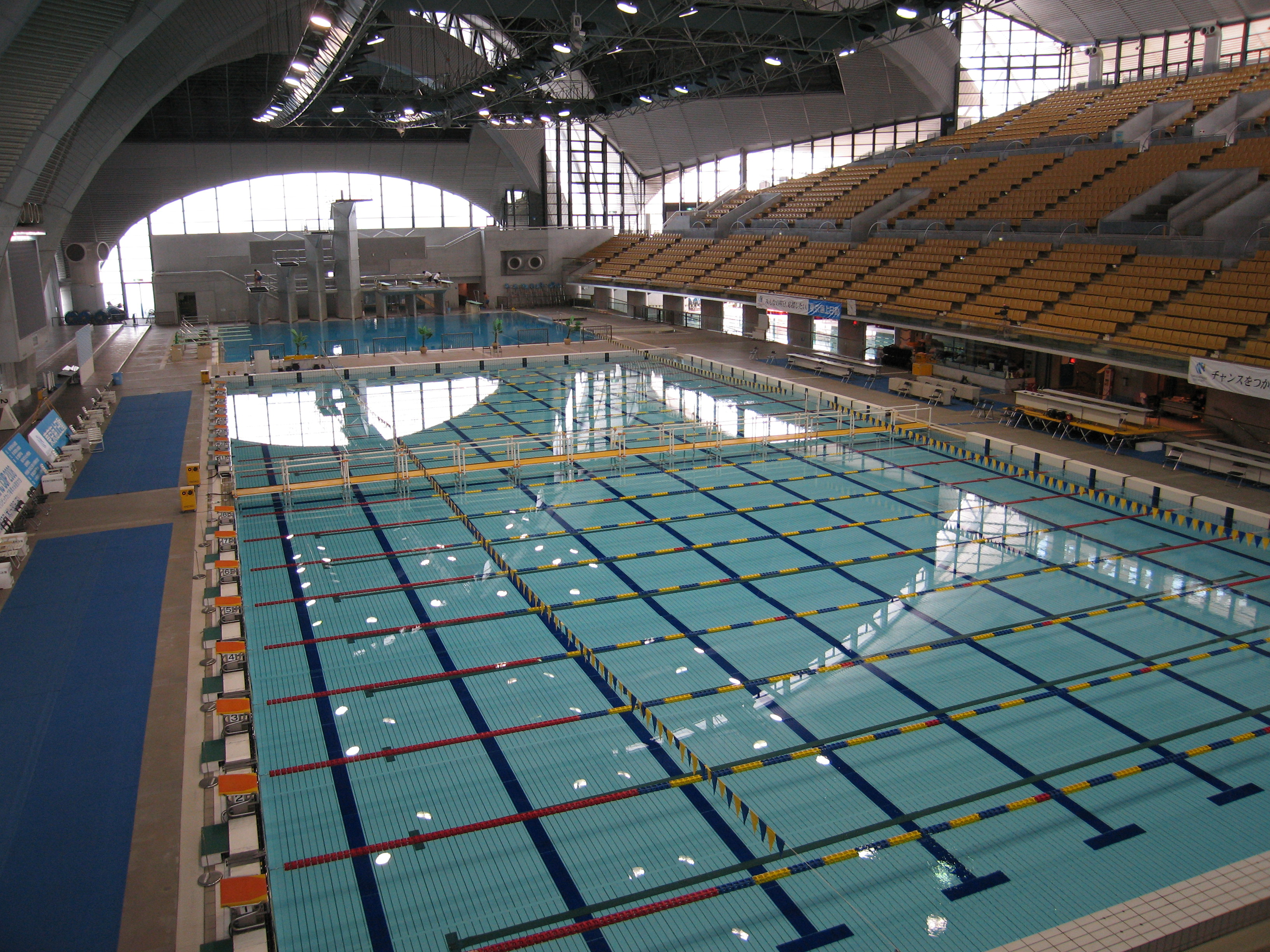
Tokyo Tatsumi International Swimming Centre

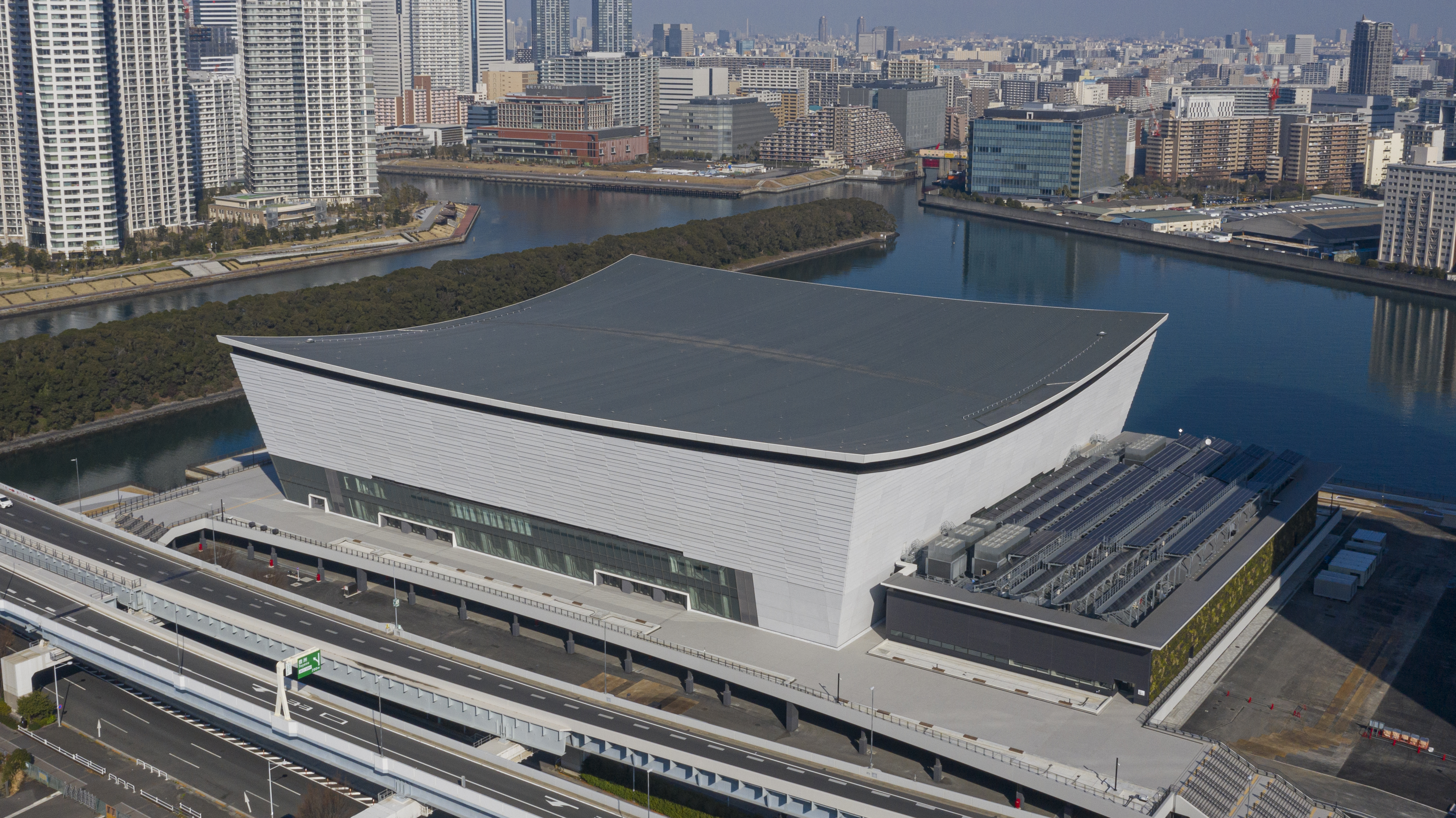
Аріаке Арена — місце проведення змагань із волейболу

3 серпня 2016 року в ході 129-ї сесії МОК було проведено голосування, на якому було прийнято одноголосне рішення про внесення карате, серфінгу, бейсболу, скелелазіння і скейтбордингу до програми Олімпійських ігор 2020 року. Нові види доповнять олімпійську програму, а не замінять інші. При цьому «новий пакет» змагань буде діяти виключно для Олімпіади в Токіо, оргкомітети наступних літніх Олімпійських ігор будуть формувати програму змагання, виходячи з її колишнього формату.
До поточних олімпійських видів спорту додано нові дисципліни
- В академічному веслуванні додано змагання серед орних безрульних четвірок (жінки).
- У баскетболі додано Баскетбол 3x3 (чоловіки і жінки).
- У велоспорті на треку додано змагання в «медісоні» (чоловіки та жінки), а також в дисципліні BMX-фрістайл (чоловіки і жінки).
- У дзюдо додано змішані командні змагання.
- У легкій атлетиці додано змішану естафету 4×400.
- У настільному тенісі додано турнір змішаних пар[15].
- У плаванні додано дистанції 800 метрів (чоловіки) і 1500 метрів (жінки), а також змішану комбіновану естафету 4 × 100.
- У стрільбі з лука додано змішані командні змагання[16].
- У тріатлоні додано змішані командні змагання.
- У фехтуванні додано змагання в командній рапірі (жінки) і командній шаблі (чоловіки) (раніше на кожній Олімпіаді були відсутні змагання з чоловічих і жіночих командних турнірів в одному з чотирьох видів програми, тобто видів зброї).

Всього в програмі ігор 2020 року представлено 33 види спорту.

### Види спорту
- Академічне веслування
- Бадмінтон
- Баскетбол
- Бейсбол
- Бокс
- Боротьба
  - Вільна
  - Греко-римська
- Велоспорт
  - BMX
  - Гонки на велотреку
  - Маунтінбайк
  - Шосейні гонки
- Веслування на байдарках і каное
- Водні види спорту
  -  Водне поло
  -  Плавання
  -  Стрибки у воду
  -  Синхронне плавання
- Волейбол
  - Волейбол
  - Пляжний волейбол
- Гандбол
- Гольф
- Гімнастика
  -  Стрибки на батуті
  -  Спортивна гімнастика
  -  Художня гімнастика
- Дзюдо
- Карате
- Кінний спорт
  - Виїздка
  - Конкур
  - Триборство
- Легка атлетика
- Настільний теніс
- Вітрильний спорт
- Регбі-7
- Серфінг
- Скейтбординг
- Сучасне п'ятиборство
- Софтбол
- Спортивне скелелазіння
- Стрільба
- Стрільба з лука
- Теніс
- Тріатлон
- Тхеквондо
- Важка атлетика
- Фехтування
- Футбол
- Хокей на траві

## Учасники

### Національні олімпійські комітети, що взяли участь

Країни за розміром делегацій

Нижче наведено 205 Національних олімпійських комітетів, а також Олімпійська збірна біженців, що кваліфікувались на Ігри (зокрема, в легкій атлетиці гарантовано 101 квоту універсальності, що дозволяє всім 206 НОК виставляти на Ігри своїх спортсменів незалежно від кваліфікації).
| Збірні, що взяли участь |
| --- |
| - Австралія (470) - Австрія (60) - Азербайджан (44) - Албанія (9) - Алжир (44) - Американське Самоа (6) - Американські Віргінські Острови (4) - Ангола (20) - Андорра (2) - Антигуа і Барбуда (6) - Аргентина (174) - Аруба (3) - Афганістан (5) - Багамські Острови (16) - Бангладеш (6) - Барбадос (8) - Бахрейн (32) - Беліз (3) - Бельгія (121) - Бенін (7) - Бермуди (2) - Білорусь (101) - Болгарія (42) - Болівія (4) - Боснія і Герцеговина (7) - Ботсвана (13) - Бразилія (302) - Британські Віргінські Острови (3) - Бруней (2) - Буркіна-Фасо (7) - Бурунді (6) - Бутан (4) - Вануату (3) - Велика Британія (376) - Венесуела (44) - В'єтнам (18) - Вірменія (17) - Габон (5) - Гаїті (6) - Гамбія (4) - Гана (14) - Гаяна (7) - Гватемала (23) - Гвінея (5) - Гвінея-Бісау (4) - Гондурас (21) - Гонконг (42) - Гренада (6) - Греція (83) - Грузія (30) - Гуам (5) - Данія (105) - Демократична Республіка Конго (7) - Джибуті (4) - Домініка (2) - Домініканська Республіка (60) - Еквадор (41) - Екваторіальна Гвінея (3) - Еритрея (13) - Естонія (33) - Ефіопія (36) - Єгипет (133) - Ємен (5) - Замбія (24) - Збірна біженців (29) - Зімбабве (5) - Йорданія (14) - Ізраїль (90) - Індія (125) - Індонезія (28) - Ірак (4) - Іран (66) - Ірландія (116) - Ісландія (4) - Іспанія (320) - Італія (372) - Кабо-Верде (6) - Казахстан (93) - Кайманові Острови (5) - Камбоджа (3) - Камерун (12) - Канада (370) - Катар (16) - Кенія (85) - Киргизстан (16) - Китай (406) - Китайський Тайбей (59) - Кіпр (13) - Кірибаті (3) - Колумбія (71) - Коморські Острови (3) - Косово (11) - Коста-Рика (12) - Кот-д'Івуар (28) - Куба (68) - Кувейт (11) - Лаос (4) - Латвія (33) - Лесото (2) - Литва (41) - Ліберія (3) - Ліван (8) - Лівія (4) - Ліхтенштейн (5) - Люксембург (12) - Маврикій (8) - Мавританія (2) - Мадагаскар (6) - Малаві (5) - Малайзія (30) - Малі (4) - Мальдіви (4) - Мальта (6) - Марокко (50) - Маршаллові Острови (2) - Мексика (163) - Мозамбік (10) - Молдова (19) - Монако (6) - Монголія (43) - М'янма (3) - Намібія (11) - Науру (2) - Непал (5) - Нігер (7) - Нігерія (52) - Нідерланди (275) - Нікарагуа (8) - Німеччина (425) - Нова Зеландія (223) - Норвегія (75) - Об'єднані Арабські Емірати (5) - Олімпійський комітет Росії (329) ‍ - Оман (4) - Острови Кука (6) - Пакистан (10) - Палау (3) - Палестина (5) - Панама (10) - Папуа Нова Гвінея (8) - ПАР (177) - Парагвай (8) - Перу (34) - Південна Корея (236) - Південний Судан (2) - Північна Македонія (8) - Польща (210) - Португалія (92) - Пуерто-Рико (37) - Республіка Конго (3) - Руанда (6) - Румунія (101) - Сальвадор (5) - Самоа (8) - Сан-Марино (5) - Сан-Томе і Принсіпі (3) - Саудівська Аравія (28) - Свазіленд (4) - Сейшельські Острови (5) - Сенегал (9) - Сент-Вінсент і Гренадини (3) - Сент-Кіттс і Невіс (3) - Сент-Люсія (5) - Сербія (86) - Сирія (6) - Сінгапур (22) - Словаччина (41) - Словенія (53) - Соломонові Острови (2) - Сомалі (2) - Судан (5) - Суринам (3) - Східний Тимор (3) - США (613) - Сьєрра-Леоне (4) - Таджикистан (11) - Таїланд (42) - Танзанія (3) - Того (4) - Тонга (6) - Тринідад і Тобаго (22) - Тувалу (2) - Туніс (63) - Туреччина (108) - Туркменістан (9) - Уганда (21) - Угорщина (167) - Узбекистан (63) - Україна (155) - Уругвай (11) - Федеративні Штати Мікронезії (3) - Фіджі (29) - Філіппіни (19) - Фінляндія (30) - Франція (380) - Хорватія (59) - Центральноафриканська Республіка (2) - Чад (3) - Чехія (117) - Чилі (57) - Чорногорія (34) - Швейцарія (106) - Швеція (134) - Шрі-Ланка (9) - Ямайка (50) - Японія (552) (господарка) |

### НОК за кількістю спортсменів
| НОК     | Країна                                 | Спортсменів |
| ------- | -------------------------------------- | ----------- |
| USA     | США (USA)                              | 613         |
| JPN     | Японія (JPN) (країна-господарка)       | 552         |
| AUS     | Австралія (AUS)                        | 470         |
| GER     | Німеччина (GER)                        | 425         |
| CHN     | Китай (CHN)                            | 406         |
| FRA     | Франція (FRA)                          | 380         |
| GBR     | Велика Британія (GBR)                  | 376         |
| ITA     | Італія (ITA)                           | 372         |
| CAN     | Канада (CAN)                           | 370         |
| ROC     | Олімпійський комітет Росії (ROC)       | 329         |
| ESP     | Іспанія (ESP)                          | 320         |
| BRA     | Бразилія (BRA)                         | 302         |
| NED     | Нідерланди (NED)                       | 275         |
| KOR     | Південна Корея (KOR)                   | 236         |
| NZL     | Нова Зеландія (NZL)                    | 223         |
| POL     | Польща (POL)                           | 210         |
| RSA     | ПАР (RSA)                              | 177         |
| ARG     | Аргентина (ARG)                        | 174         |
| HUN     | Угорщина (HUN)                         | 167         |
| MEX     | Мексика (MEX)                          | 163         |
| UKR     | Україна (UKR)                          | 155         |
| SWE     | Швеція (SWE)                           | 134         |
| EGY     | Єгипет (EGY)                           | 133         |
| IND     | Індія (IND)                            | 125         |
| BEL     | Бельгія (BEL)                          | 121         |
| CZE     | Чехія (CZE)                            | 117         |
| IRL     | Ірландія (IRL)                         | 116         |
| TUR     | Туреччина (TUR)                        | 108         |
| SUI     | Швейцарія (SUI)                        | 107         |
| DEN     | Данія (DEN)                            | 105         |
| ROU     | Румунія (ROU)                          | 101         |
| BLR     | Білорусь (BLR)                         | 101         |
| KAZ     | Казахстан (KAZ)                        | 93          |
| POR     | Португалія (POR)                       | 92          |
| ISR     | Ізраїль (ISR)                          | 90          |
| SRB     | Сербія (SRB)                           | 86          |
| KEN     | Кенія (KEN)                            | 85          |
| GRE     | Греція (GRE)                           | 83          |
| NOR     | Норвегія (NOR)                         | 75          |
| COL     | Колумбія (COL)                         | 71          |
| CUB     | Куба (CUB)                             | 68          |
| IRI     | Іран (IRI)                             | 66          |
| TUN     | Туніс (TUN)                            | 63          |
| UZB     | Узбекистан (UZB)                       | 63          |
| AUT     | Австрія (AUT)                          | 60          |
| DOM     | Домініканська Республіка (DOM)         | 60          |
| NGR     | Нігерія (NGR)                          | 60          |
| CRO     | Хорватія (CRO)                         | 59          |
| TPE     | Китайський Тайбей (TPE)                | 59          |
| CHI     | Чилі (CHI)                             | 57          |
| SLO     | Словенія (SLO)                         | 53          |
| JAM     | Ямайка (JAM)                           | 50          |
| MAR     | Марокко (MAR)                          | 50          |
| ALG     | Алжир (ALG)                            | 44          |
| VEN     | Венесуела (VEN)                        | 44          |
| AZE     | Азербайджан (AZE)                      | 44          |
| MGL     | Монголія (MGL)                         | 43          |
| HKG     | Гонконг (HKG)                          | 42          |
| THA     | Таїланд (THA)                          | 42          |
| BUL     | Болгарія (BUL)                         | 42          |
| ECU     | Еквадор (ECU)                          | 41          |
| LTU     | Литва (LTU)                            | 41          |
| SVK     | Словаччина (SVK)                       | 41          |
| PUR     | Пуерто-Рико (PUR)                      | 37          |
| ETH     | Ефіопія (ETH)                          | 36          |
| PER     | Перу (PER)                             | 34          |
| MNE     | Чорногорія (MNE)                       | 34          |
| LAT     | Латвія (LAT)                           | 33          |
| EST     | Естонія (EST)                          | 33          |
| BRN     | Бахрейн (BRN)                          | 32          |
| FIN     | Фінляндія (FIN)                        | 30          |
| MAS     | Малайзія (MAS)                         | 30          |
| GEO     | Грузія (GEO)                           | 30          |
| FIJ     | Фіджі (FIJ)                            | 29          |
| EOR     | Збірна біженців (EOR)                  | 29          |
| INA     | Індонезія (INA)                        | 28          |
| CIV     | Кот-д'Івуар (CIV)                      | 28          |
| KSA     | Саудівська Аравія (KSA)                | 28          |
| ZAM     | Замбія (ZAM)                           | 24          |
| GUA     | Гватемала (GUA)                        | 23          |
| SGP     | Сінгапур (SGP)                         | 22          |
| TTO     | Тринідад і Тобаго (TTO)                | 22          |
| HON     | Гондурас (HON)                         | 21          |
| UGA     | Уганда (UGA)                           | 21          |
| ANG     | Ангола (ANG)                           | 20          |
| MDA     | Молдова (MDA)                          | 19          |
| PHI     | Філіппіни (PHI)                        | 19          |
| VIE     | В'єтнам (VIE)                          | 18          |
| ARM     | Вірменія (ARM)                         | 17          |
| BAH     | Багамські Острови (BAH)                | 16          |
| KGZ     | Киргизстан (KGZ)                       | 16          |
| QAT     | Катар (QAT)                            | 16          |
| GHA     | Гана (GHA)                             | 14          |
| JOR     | Йорданія (JOR)                         | 14          |
| BOT     | Ботсвана (BOT)                         | 13          |
| CYP     | Кіпр (CYP)                             | 13          |
| ERI     | Еритрея (ERI)                          | 13          |
| CMR     | Коста-Рика (CRC)                       | 12          |
| CRC     | Камерун (CMR)                          | 12          |
| LUX     | Люксембург (LUX)                       | 12          |
| KOS     | Косово (KOS)                           | 11          |
| KUW     | Кувейт (KUW)                           | 11          |
| NAM     | Намібія (NAM)                          | 11          |
| TJK     | Таджикистан (TJK)                      | 11          |
| URU     | Уругвай (URU)                          | 11          |
| MOZ     | Мозамбік (MOZ)                         | 10          |
| PAK     | Пакистан (PAK)                         | 10          |
| PAN     | Панама (PAN)                           | 10          |
| ALB     | Албанія (ALB)                          | 9           |
| SEN     | Сенегал (SEN)                          | 9           |
| SRI     | Шрі-Ланка (SRI)                        | 9           |
| TKM     | Туркменістан (TKM)                     | 9           |
| BAR     | Барбадос (BAR)                         | 8           |
| LBN     | Ліван (LBN)                            | 8           |
| MRI     | Маврикій (MRI)                         | 8           |
| NCA     | Нікарагуа (NCA)                        | 8           |
| MKD     | Північна Македонія (MKD)               | 8           |
| PNG     | Папуа Нова Гвінея (PNG)                | 8           |
| PAR     | Парагвай (PAR)                         | 8           |
| SAM     | Самоа (SAM)                            | 8           |
| BEN     | Бенін (BEN)                            | 7           |
| BIH     | Боснія і Герцеговина (BIH)             | 7           |
| BUR     | Буркіна-Фасо (BUR)                     | 7           |
| COD     | Демократична Республіка Конго (COD)    | 7           |
| GUY     | Гаяна (GUY)                            | 7           |
| NIG     | Нігер (NIG)                            | 7           |
| ASA     | Американське Самоа (ASA)               | 6           |
| ANT     | Антигуа і Барбуда (ANT)                | 6           |
| BAN     | Бангладеш (BAN)                        | 6           |
| BDI     | Бурунді (BDI)                          | 6           |
| CPV     | Кабо-Верде (CPV)                       | 6           |
| COK     | Острови Кука (COK)                     | 6           |
| GRN     | Гренада (GRN)                          | 6           |
| HAI     | Гаїті (HAI)                            | 6           |
| MAD     | Мадагаскар (MAD)                       | 6           |
| MLT     | Мальта (MLT)                           | 6           |
| MON     | Монако (MON)                           | 6           |
| RWA     | Руанда (RWA)                           | 6           |
| SYR     | Сирія (SYR)                            | 6           |
| TGA     | Тонга (TGA)                            | 6           |
| AFG     | Афганістан (AFG)                       | 5           |
| CAY     | Кайманові Острови (CAY)                | 5           |
| ESA     | Сальвадор (ESA)                        | 5           |
| GAB     | Габон (GAB)                            | 5           |
| GUM     | Гуам (GUM)                             | 5           |
| GUI     | Гвінея (GUI)                           | 5           |
| LIE     | Ліхтенштейн (LIE)                      | 5           |
| MAW     | Малаві (MAW)                           | 5           |
| NEP     | Непал (NEP)                            | 5           |
| PLE     | Палестина (PLE)                        | 5           |
| LCA     | Сент-Люсія (LCA)                       | 5           |
| SMR     | Сан-Марино (SMR)                       | 5           |
| SEY     | Сейшельські Острови (SEY)              | 5           |
| SUD     | Судан (SUD)                            | 5           |
| UAE     | Об'єднані Арабські Емірати (UAE)       | 5           |
| YEM     | Ємен (YEM)                             | 5           |
| ZIM     | Зімбабве (ZIM)                         | 5           |
| BHU     | Бутан (BHU)                            | 4           |
| BOL     | Болівія (BOL)                          | 4           |
| DJI     | Джибуті (DJI)                          | 4           |
| SWZ     | Свазіленд (SWZ)                        | 4           |
| GAM     | Гамбія (GAM)                           | 4           |
| GBS     | Гвінея-Бісау (GBS)                     | 4           |
| ISL     | Ісландія (ISL)                         | 4           |
| IRQ     | Ірак (IRQ)                             | 4           |
| LAO     | Лаос (LAO)                             | 4           |
| LBA     | Лівія (LBA)                            | 4           |
| MDV     | Мальдіви (MDV)                         | 4           |
| MLI     | Малі (MLI)                             | 4           |
| OMA     | Оман (OMA)                             | 4           |
| SLE     | Сьєрра-Леоне (SLE)                     | 4           |
| TOG     | Того (TOG)                             | 4           |
| ISV     | Американські Віргінські Острови (ISV)  | 4           |
| ARU     | Аруба (ARU)                            | 3           |
| BIZ     | Беліз (BIZ)                            | 3           |
| IVB     | Британські Віргінські Острови (IVB)    | 3           |
| CAM     | Камбоджа (CAM)                         | 3           |
| CHA     | Чад (CHA)                              | 3           |
| COM     | Коморські Острови (COM)                | 3           |
| TLS     | Східний Тимор (TLS)                    | 3           |
| GEQ     | Екваторіальна Гвінея (GEQ)             | 3           |
| FSM     | Федеративні Штати Мікронезії (FSM)     | 3           |
| KIR     | Кірибаті (KIR)                         | 3           |
| LBR     | Ліберія (LBR)                          | 3           |
| MYA     | М'янма (MYA)                           | 3           |
| PLW     | Палау (PLW)                            | 3           |
| CGO     | Республіка Конго (CGO)                 | 3           |
| SKN     | Сент-Кіттс і Невіс (SKN)               | 3           |
| VIN     | Сент-Вінсент і Гренадини (VIN)         | 3           |
| STP     | Сан-Томе і Принсіпі (STP)              | 3           |
| SOL     | Соломонові Острови (SOL)               | 3           |
| SUR     | Суринам (SUR)                          | 3           |
| TAN     | Танзанія (TAN)                         | 3           |
| VAN     | Вануату (VAN)                          | 3           |
| AND     | Андорра (AND)                          | 2           |
| BER     | Бермуди (BER)                          | 2           |
| BRU     | Бруней (BRU)                           | 2           |
| CAF     | Центральноафриканська Республіка (CAF) | 2           |
| DMA     | Домініка (DMA)                         | 2           |
| LES     | Лесото (LES)                           | 2           |
| MHL     | Маршаллові Острови (MHL)               | 2           |
| MTN     | Мавританія (MTN)                       | 2           |
| NRU     | Науру (NRU)                            | 2           |
| SOM     | Сомалі (SOM)                           | 2           |
| SSD     | Південний Судан (SSD)                  | 2           |
| TUV     | Тувалу (TUV)                           | 2           |
| Загалом | 11,229                                 |             |

## Календар
Спочатку змагання планували провести від 22 липня до 9 серпня 2020 року. Через пандемію їх перенесли на 2021 рік. Для цього розклад зсунули на 364 дні (на один день менше, ніж цілий рік, щоб збіглися дні тижня). За новим розкладом Олімпіада триватиме 3 21 липня по 8 серпня 2021 року.
Ігри тривають з 23 липня до 8 серпня 2021 року, у них візьмуть участь 11 тисяч смортсменів, що розіграють 339 комплектів нагород.
Вказано Японський стандартний час (UTC+9)

Перші змагання почалися 21 липня з софтболу, жіноча збірна Японії обіграла команду Австралії з рахунком 8:1 на стадіоні у Фукусімі. Вперше з ігор 1996 року Літні ігри відкрив не футбол.
| ЦВ | Церемонія відкриття | ● | Попередні змагання в дисциплінах | 1 | Розіграш медалей у дисциплінах | ПВ | Показові виступи | ЦЗ | Церемонія закриття |

| Липень/серпень 2021             | Липень/серпень 2021         | 21 Сер | 22 Чет | 23 П'ят | 24 Суб | 25 Нед | 26 Пон | 27 Вів | 28 Сер | 29 Чет | 30 П'ят | 31 Суб | 1 Нед | 2 Пон | 3 Вів | 4 Сер | 5 Чет | 6 П'ят | 7 Суб | 8 Нед | Дисципліни        |
| ------------------------------- | --------------------------- | ------ | ------ | ------- | ------ | ------ | ------ | ------ | ------ | ------ | ------- | ------ | ----- | ----- | ----- | ----- | ----- | ------ | ----- | ----- | ----------------- |
| Церемонії                       | Церемонії                   |        |        | ЦВ      |        |        |        |        |        |        |         |        |       |       |       |       |       |        |       | ЦЗ    | Н/Д               |
| Водні види спорту               | Синхронне плавання          |        |        |         |        |        |        |        |        |        |         |        |       | ●     | ●     | 1     |       | ●      | 1     |       | 2                 |
| Водні види спорту               | Стрибки у воду              |        |        |         |        | 1      | 1      | 1      | 1      |        | ●       | ●      | 1     | ●     | 1     | ●     | 1     | ●      | 1     |       | 8                 |
| Водні види спорту               | Плавання на відкритій воді  |        |        |         |        |        |        |        |        |        |         |        |       |       |       | 1     | 1     |        |       |       | 2                 |
| Водні види спорту               | Плавання                    |        |        |         | ●      | 4      | 4      | 4      | 5      | 5      | 4       | 4      | 5     |       |       |       |       |        |       |       | 35                |
| Водні види спорту               | Водне поло                  |        |        |         | ●      | ●      | ●      | ●      | ●      | ●      | ●       | ●      | ●     | ●     | ●     | ●     | ●     | ●      | 1     | 1     | 2                 |
| Стрільба з лука                 | Стрільба з лука             |        |        | ●       | 1      | 1      | 1      | ●      | ●      | ●      | 1       | 1      |       |       |       |       |       |        |       |       | 5                 |
| Легка атлетика                  | Легка атлетика              |        |        |         |        |        |        |        |        |        | 1       | 3      | 4     | 5     | 6     | 5     | 8     | 8      | 7     | 1     | 48                |
| Бадмінтон                       | Бадмінтон                   |        |        |         | ●      | ●      | ●      | ●      | ●      | ●      | 1       | 1      | 1     | 2     |       |       |       |        |       |       | 5                 |
| Бейсбол                         |                             |        |        |         |        |        |        |        |        |        |         |        |       |       |       |       |       |        |       |       |                   |
| Бейсбол                         |                             |        |        |         |        |        |        | ●      | ●      | ●      | ●       | ●      | ●     | ●     | ●     | ●     |       | 1      |       | 1     |                   |
| Софтбол                         | ●                           | ●      |        | ●       | ●      | ●      | 1      |        |        |        |         |        |       |       |       |       |       |        |       | 1     |                   |
| Баскетбол                       | Баскетбол                   |        |        |         |        | ●      | ●      | ●      | ●      | ●      | ●       | ●      | ●     | ●     | ●     | ●     | ●     | ●      | 1     | 1     | 4                 |
| Баскетбол                       | Баскетбол 3×3               |        |        |         | ●      | ●      | ●      | ●      | 2      |        |         |        |       |       |       |       |       |        |       |       | 4                 |
| Бокс                            | Бокс                        |        |        |         | ●      | ●      | ●      | ●      | ●      | ●      | ●       | ●      | ●     |       | 2     | 1     | 1     | 1      | 4     | 4     | 13                |
| Веслування на байдарках і каное | Слалом                      |        |        |         |        | ●      | 1      | 1      | ●      | 1      | 1       |        |       |       |       |       |       |        |       |       | 16                |
| Веслування на байдарках і каное | Спринт                      |        |        |         |        |        |        |        |        |        |         |        |       | ●     | 4     | ●     | 4     | ●      | 4     |       | 16                |
| Велоспорт                       | Шосейні гонки               |        |        |         | 1      | 1      |        |        | 2      |        |         |        |       |       |       |       |       |        |       |       | 22                |
| Велоспорт                       | Гонки на треку              |        |        |         |        |        |        |        |        |        |         |        |       | 1     | 2     | 1     | 2     | 2      | 1     | 3     | 22                |
| Велоспорт                       | BMX                         |        |        |         |        |        |        |        |        | ●      | 2       | ●      | 2     |       |       |       |       |        |       |       | 22                |
| Велоспорт                       | Маунтинбайк                 |        |        |         |        |        | 1      | 1      |        |        |         |        |       |       |       |       |       |        |       |       | 22                |
| Кінний спорт                    | Кінний спорт                |        |        |         | ●      | ●      |        | 1      | 1      |        | ●       | ●      | ●     | 2     | ●     | 1     |       | ●      | 1     |       | 6                 |
| Фехтування                      | Фехтування                  |        |        |         | 2      | 2      | 2      | 1      | 1      | 1      | 1       | 1      | 1     |       |       |       |       |        |       |       | 12                |
| Хокей на траві                  | Хокей на траві              |        |        |         | ●      | ●      | ●      | ●      | ●      | ●      | ●       | ●      | ●     | ●     | ●     | ●     | 1     | 1      |       |       | 2                 |
| Футбол                          | Футбол                      | ●      | ●      |         | ●      | ●      |        | ●      | ●      |        | ●       | ●      |       | ●     | ●     |       | ●     | 1      | 1     |       | 2                 |
| Гольф                           | Гольф                       |        |        |         |        |        |        |        |        | ●      | ●       | ●      | 1     |       |       | ●     | ●     | ●      | 1     |       | 2                 |
| Гімнастика                      | Спортивна                   |        |        |         | ●      | ●      | 1      | 1      | 1      | 1      |         |        | 4     | 3     | 3     | ПВ    |       |        |       |       | 18                |
| Гімнастика                      | Художня                     |        |        |         |        |        |        |        |        |        |         |        |       |       |       |       |       | ●      | 1     | 1     | 18                |
| Гімнастика                      | Стрибки на батуті           |        |        |         |        |        |        |        |        |        | 1       | 1      |       |       |       |       |       |        |       |       | 18                |
| Гандбол                         | Гандбол                     |        |        |         | ●      | ●      | ●      | ●      | ●      | ●      | ●       | ●      | ●     | ●     | ●     | ●     | ●     | ●      | 1     | 1     | 2                 |
| Дзюдо                           | Дзюдо                       |        |        |         | 2      | 2      | 2      | 2      | 2      | 2      | 2       | 1      |       |       |       |       |       |        |       |       | 15                |
| Карате                          | Карате                      |        |        |         |        |        |        |        |        |        |         |        |       |       |       |       | 3     | 3      | 2     |       | 8                 |
| Сучасне п'ятиборство            | Сучасне п'ятиборство        |        |        |         |        |        |        |        |        |        |         |        |       |       |       |       | ●     | 1      | 1     |       | 2                 |
| Академічне веслування           | Академічне веслування       |        |        | ●       | ●      | ●      | ●      | 2      | 4      | 4      | 4       |        |       |       |       |       |       |        |       |       | 14                |
| Регбі-7                         | Регбі-7                     |        |        |         |        |        | ●      | ●      | 1      | ●      | ●       | 1      |       |       |       |       |       |        |       |       | 2                 |
| Вітрильний спорт                | Вітрильний спорт            |        |        |         |        | ●      | ●      | ●      | ●      | ●      | ●       | 2      | 2     | 2     | 2     | 2     |       |        |       |       | 10                |
| Стрільба                        | Стрільба                    |        |        |         | 2      | 2      | 2      | 2      | ●      | 2      | 1       | 2      | ●     | 2     |       |       |       |        |       |       | 15                |
| Скейтбординг                    | Скейтбординг                |        |        |         |        | 1      | 1      |        |        |        |         |        |       |       |       | 1     | 1     |        |       |       | 4                 |
| Спортивне скелелазіння          | Спортивне скелелазіння      |        |        |         |        |        |        |        |        |        |         |        |       |       | ●     | ●     | 1     | 1      |       |       | 2                 |
| Серфінг                         | Серфінг                     |        |        |         |        | ●      | ●      | ●      | 2      |        |         |        |       |       |       |       |       |        |       |       | 2                 |
| Настільний теніс                | Настільний теніс            |        |        |         | ●      | ●      | 1      | ●      | ●      | 1      | 1       |        | ●     | ●     | ●     | ●     | 1     | 1      |       |       | 5                 |
| Тхеквондо                       | Тхеквондо                   |        |        |         | 2      | 2      | 2      | 2      |        |        |         |        |       |       |       |       |       |        |       |       | 8                 |
| Теніс                           | Теніс                       |        |        |         | ●      | ●      | ●      | ●      | ●      | ●      | 1       | 1      | 3     |       |       |       |       |        |       |       | 5                 |
| Тріатлон                        | Тріатлон                    |        |        |         |        |        | 1      | 1      |        |        |         | 1      |       |       |       |       |       |        |       |       | 3                 |
| Волейбол                        | Пляжний волейбол            |        |        |         | ●      | ●      | ●      | ●      | ●      | ●      | ●       | ●      | ●     | ●     | ●     | ●     | ●     | 1      | 1     |       | 4                 |
| Волейбол                        | Волейбол                    |        |        |         | ●      | ●      | ●      | ●      | ●      | ●      | ●       | ●      | ●     | ●     | ●     | ●     | ●     | ●      | 1     | 1     | 4                 |
| Важка атлетика                  | Важка атлетика              |        |        |         | 1      | 2      | 1      | 2      | 1      |        |         | 2      | 1     | 2     | 1     | 1     |       |        |       |       | 14                |
| Боротьба                        | Боротьба                    |        |        |         |        |        |        |        |        |        |         |        | ●     | 3     | 3     | 3     | 3     | 3      | 3     |       | 18                |
| Розіграно медалей за день       | Розіграно медалей за день   |        |        |         | 11     | 18     | 21     | 22     | 23     | 17     | 21      | 21     | 25    | 22    | 24    | 17    | 27    | 23     | 34    | 13    | 339               |
| Разом від початку Олімпіади     | Разом від початку Олімпіади |        |        |         | 11     | 29     | 50     | 72     | 95     | 112    | 133     | 154    | 179   | 201   | 225   | 242   | 269   | 292    | 326   | 339   | 339               |
| Липень/серпень 2021             | Липень/серпень 2021         | 21 Сер | 22 Чет | 23 П'ят | 24 Суб | 25 Нед | 26 Пон | 27 Вів | 28 Сер | 29 Чет | 30 П'ят | 31 Суб | 1 Нед | 2 Пон | 3 Вів | 4 Сер | 5 Чет | 6 П'ят | 7 Суб | 8 Нед | Загалом дисциплін |

## В нумізматиці
29 липня 2019 року Міністерство фінансів Японії оприлюднило дизайн двох монет, номіналом 500 єн, присвячених олімпіаді.

22 липня 2020 Національний банк України ввів в обіг дві ювілейні монети,  присвячені олімпіаді номіналом 2 гривні (з нейзильбера) та 10 гривень (срібна монета).
|                                    |  |  |
| Срібна монета Ігри XXXII Олімпіади |  |  |

|                             |  |  |
| Монета Ігри XXXII Олімпіади |  |  |

## Нотатки
1. ↑  Нейтральні спортсмени з Росії, що змагаються під прапором Російського олімпійського комітету

## Галерея

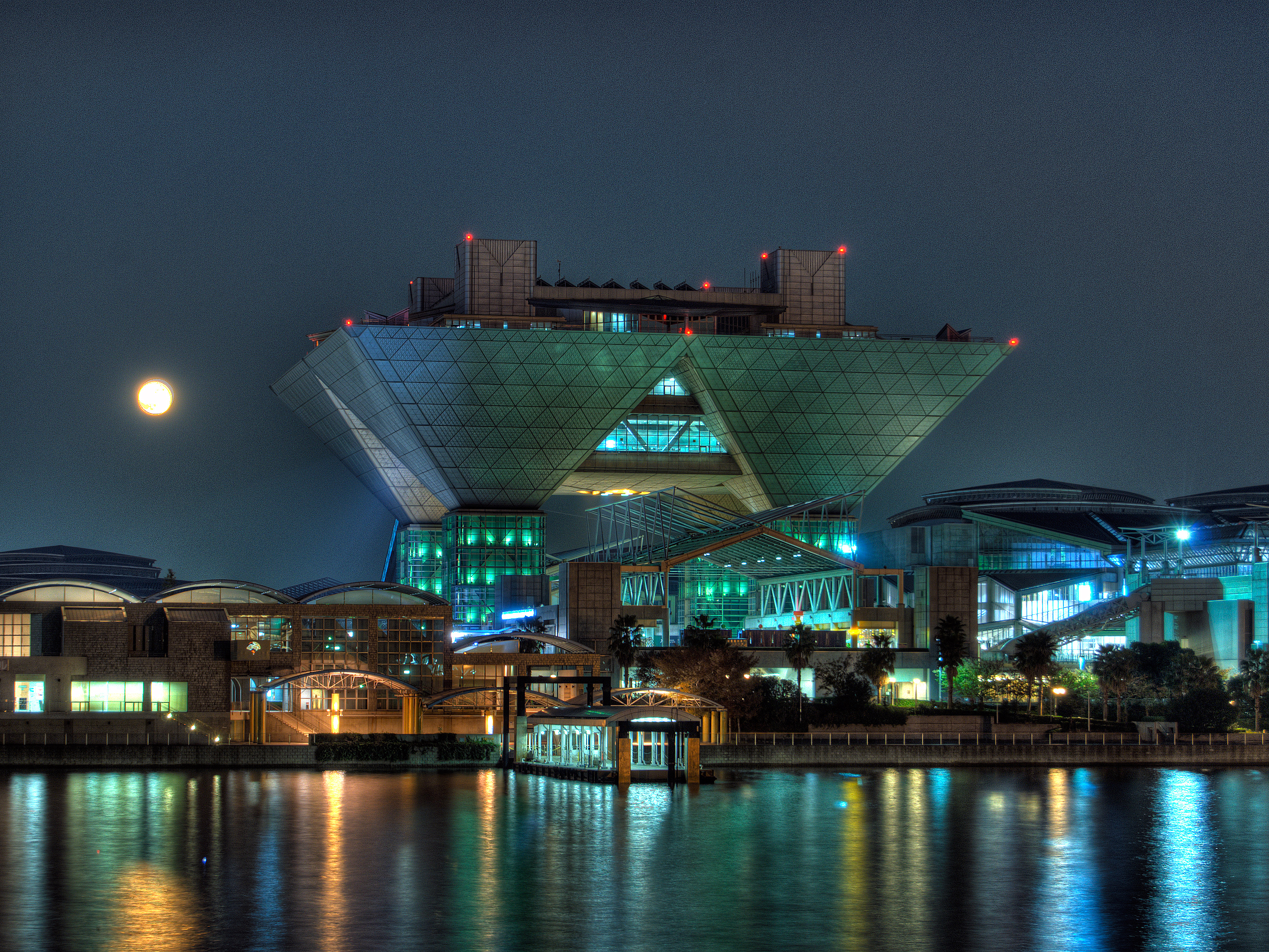
Tokyo Big Sight
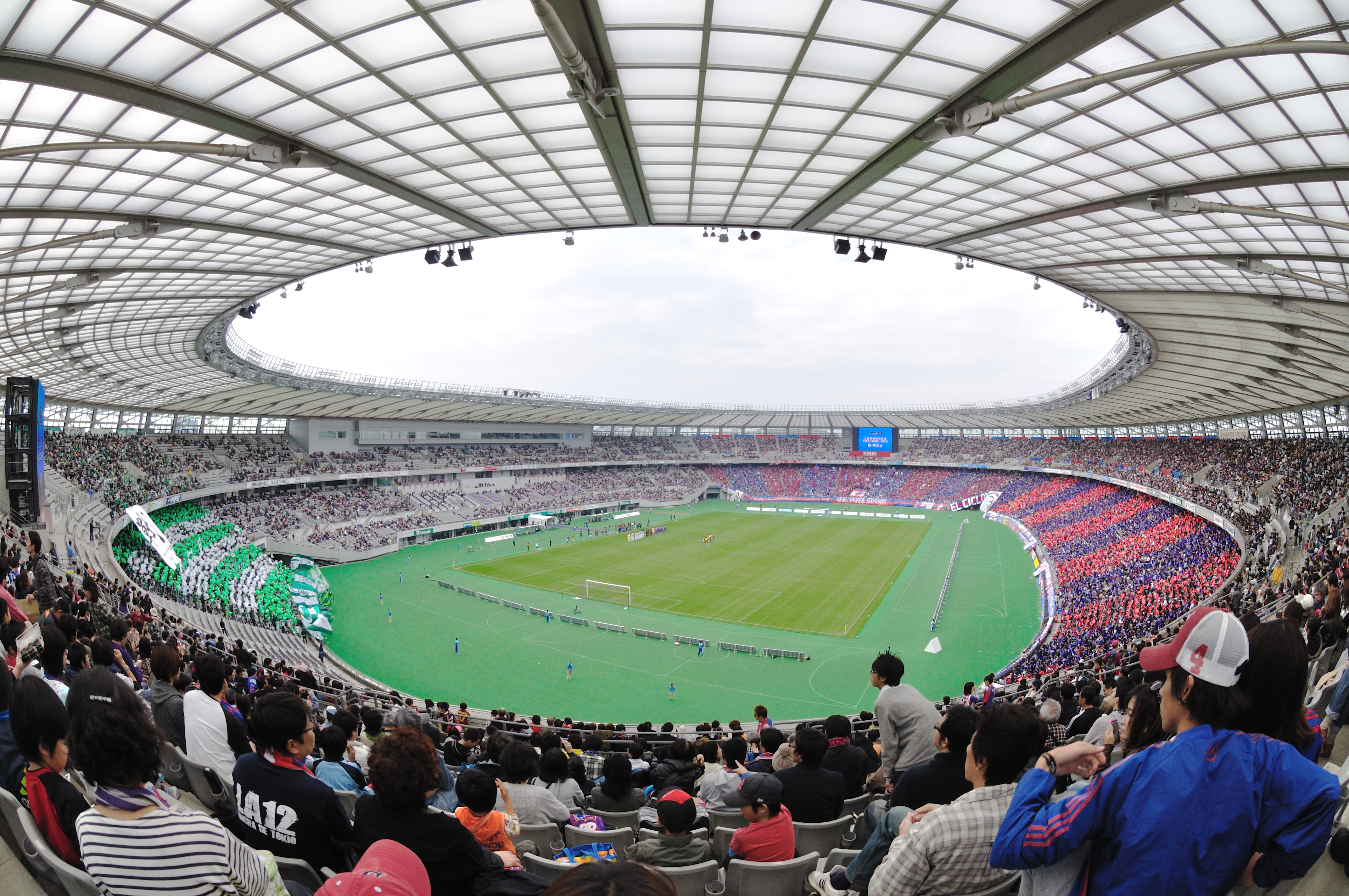
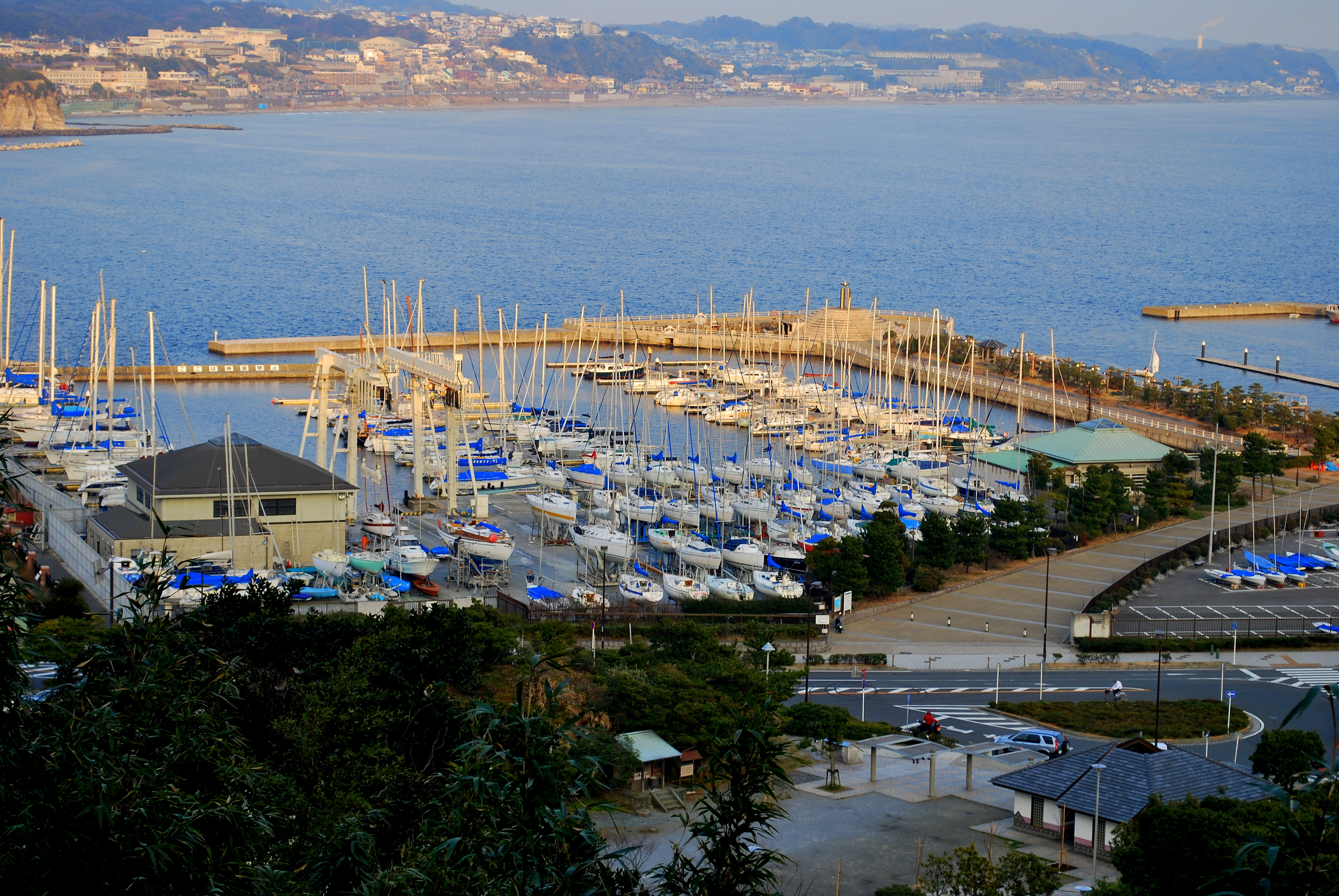
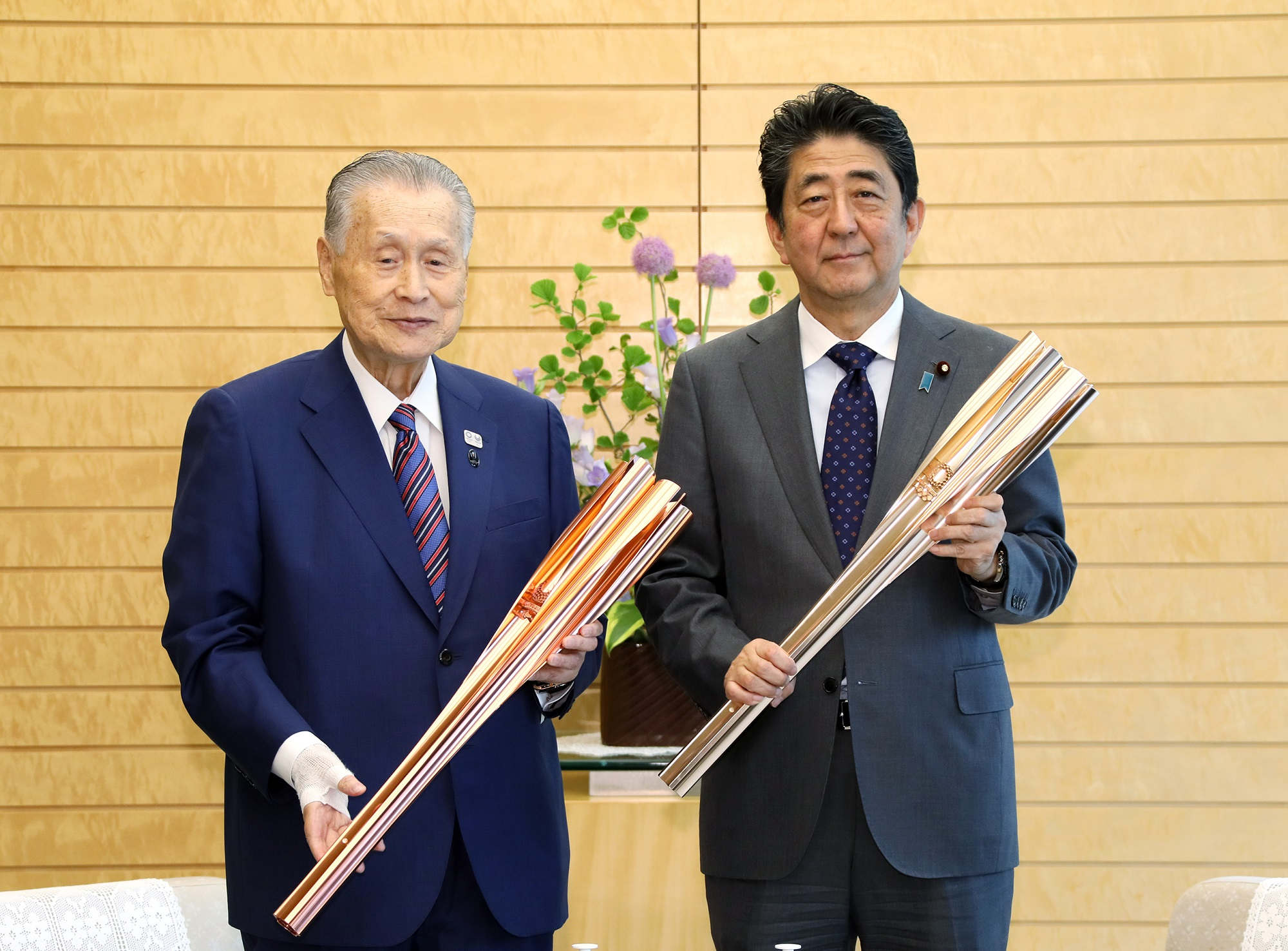
Абе Сіндзо на відкритті Олімпіади